# Valuste
Valuste is een plaats in de Estlandse gemeente Lääneranna, provincie Pärnumaa. De plaats heeft de status van dorp (Estisch: küla).
Tot in oktober 2017 viel Valuste onder de gemeente Lihula, provincie Läänemaa. In die maand werd Lihula bij de gemeente Lääneranna gevoegd.

## Bevolking
Het dorp had 39 inwoners op 31 december 2011 en 29 inwoners op 31 december 2021.